# جيمس ه مالوني
جيمس ه مالوني (بالإنجليزية: James H. Maloney) (و. 1948 – م) هو سياسي، ومحام من الولايات المتحدة الأمريكية ولد في كوينسي، ماساتشوستس.
وهو عضو في الحزب الديمقراطي الأمريكي .

## التعليم
تعلم في جامعة هارفارد.